# Nini von Arx-Zogg
Nini von Arx-Zogg, švicarska alpska smučarka, * 18. marec 1907, Arosa, † 5. februar 1988.
Na svetovnih prvenstvih je v letih 1933, 1936, 1937 in 1938 osvojila dve srebrni medalji v smuku ter po eno v kombinaciji in slalomu ter bronasto medaljo v smuku.